# Alto, Piemonte
Alto är en ort och kommun i provinsen Cuneo i regionen Piemonte i Italien. Kommunen hade 130 invånare (2018).